# 豊島時光
豊島 時光（としま ときみつ）は、鎌倉時代の御家人。父は豊島朝経（または豊島朝綱）。通称は又太郎。

## 略歴
豊島氏は鎌倉幕府創業の功臣で、南武蔵（東京都周辺）に所領を持っていた。
時光と大宮盛員（武蔵国の御家人）が武蔵国豊島庄犬食名を巡って争論した。原因は大宮有忠が胴元となった四一半（サイコロを用いた丁半賭博のようなもの）にあった。
豊島庄犬食名は豊島氏の所領であり、正確な場所は不明だが、足立区堀之内、川口市南平柳、荒川区尾久あたりと推定される。
鎌倉時代には御家人による双六や四一半による博打が盛んで、中には屋敷や所領まで賭ける者がいて、勝敗がもとで殺し合いにまでなり、社会問題となっていた。幕府は御成敗式目の追加法で幾度も博打の禁令を出しており、違背すれば召し放ちにすると定めていた。
時光と大宮盛員の双方が幕府に訴えを出した。仁治2年（1241年）4月25日、対馬仲康が奉行となり裁決を下し、豊島庄犬食名は没収されてしまった。
時光の父の朝経は土佐守護、祖父の有経は紀伊守護を務めて豊島氏が土佐や紀伊へ進出して水運業を営んでいた形跡があり、この事件は単純な丁半博打ではなく、水運業者の時光が所領を投機の対象にしていたのではないかという説もある。